# .pf
.pf – domena internetowa najwyższego poziomu przypisana do Polinezji Francuskiej. Została utworzona 19 marca 1996 roku. Zarządza nią Gouvernement de la Polynésie française.